# Luis Gilberto Plascencia
Luis Gilberto Plascencia (* 4. Februar 1957 in Guadalajara, Jalisco) ist ein ehemaliger mexikanischer Fußballspieler auf der Position eines Stürmers.

## Laufbahn
Plascencia begann seine Laufbahn beim Club Universidad de Guadalajara und wurde in seiner ersten Saison 1976/77 mit den Leones Negros ebenso Vizemeister wie in seiner letzten Saison 1990/91. In der Zwischenzeit gewann er mit dem Verein, für den er in der höchsten mexikanischen Spielklasse mehr als 300 Einsätze absolvierte und mehr als 80 Tore erzielte, die Zone Nord des CONCACAF Champions’ Cup (1978).
Ausgerechnet in der Saison 1989/90, als die Leones Negros mit der Copa México ihren einzigen Titel auf nationaler Ebene gewannen, war Plascencia an den Ligakonkurrenten Monarcas Morelia ausgeliehen, so dass ihm dieser Titelgewinn nicht zugerechnet werden kann.
In den am 6. Dezember 1983 gegen Kanada (5:0) und am 24. Januar 1984 gegen Venezuela (3:0) ausgetragenen Testspielen absolvierte er seine beiden einzigen Länderspieleinsätze für die mexikanische Nationalmannschaft.

## Erfolge
- Mexikanischer Vizemeister: 1977 und 1991
- Sieger der Zone Nord des CONCACAF Champions’ Cup: 1978